# Rudolf Haunschmied
Rudolf Anton Haunschmied (* 1966) ist ein österreichischer Autor und Heimatforscher.

## Leben
Haunschmied ist in St. Georgen an der Gusen aufgewachsen und wohnt in Traun. Parallel zu seiner Ausbildung zum Maschinenbauingenieur beschäftigte er sich schon in jungen Jahren mit der Erforschung der NS-Geschichte rund um die Konzentrationslager Gusen und konnte mit seinem Interesse auch seine ehemalige Hauptschullehrerin Martha Gammer anstecken.
1986 war er Gründungsmitglied des Arbeitskreises für Heimat-, Denkmal- und Geschichtspflege St. Georgen (AHDG) und später des darin verankerten Gedenkdienstkomitees Gusen (Gusen Memorial Committee, GMC). 1989 publizierte er auf Wunsch der Marktgemeinde St. Georgen erstmals über seine Forschungsbemühungen zur Geschichte der örtlichen Konzentrationslager, führte Exkursionen auf den Spuren der ehemaligen Konzentrationslager Gusen I, Gusen II und Gusen III durch, leitete viele Jahre lang Studienzirkel und begleitet neben seiner Vortragstätigkeit bis heute Forscher, Studierende und Angehörige von KZ-Opfern aus aller Welt.
1995 organisierte er mit Pierre Serge Choumoff (Amicale de Mauthausen, Paris) und anderen im Rahmen einer mehrere politische Gemeinden umspannenden Plattform die erste lokal-internationale Gedenkfeier in Gusen und schuf 1997 als einschlägiges, internationales Austauschforum die KZ Mauthausen-Gusen Info-Pages im Internet.
1996 und 1997 war er Initiator von zwei Städtepartnerschaften und wirkte 2000 auf Einladung des österreichischen Bundesministers für Inneres an der Reforminitiative Mauthausen mit, die 2004 zur Eröffnung eines neuen Besucherzentrums beim Memorial Gusen führte. Für die neu konzipierte Dauerausstellung der KZ-Gedenkstätte Mauthausen stellte Haunschmied 2012 ebenfalls Materialien zur Verfügung.
2005 bis 2007 war er an der Realisierung des Kunstprojektes Audioweg Gusen beteiligt, für welches er neben anderen auch den Ehrenschutz übernommen hat. Haunschmied ist auch Mitbegründer der Plattform Johann Gruber, welche in den Jahren 2011 bis 2013 eine Denk.Statt für den oberösterreichischen Priester und Pädagogen Johann Gruber in der Pfarre St. Georgen an der Gusen realisierte.
Als Autor wirkte er jahrzehntelang immer wieder an zahlreichen Publikationen und Dokumentationen anderer Autoren, teilweise auch für Rundfunk und Fernsehen, mit und setzt sich seit vielen Jahren für einen adäquaten Denkmalschutz der baulichen Reste der Konzentrationslager von Gusen und die Zugänglichmachung eines Teils der ehemaligen unterirdischen Flugzeugfabrik B8 Bergkristall des ehemaligen KZ Gusen II ein. Haunschmied ist diesbezüglich seit 2009 auch Mitwirkender am Runden Tisch des österreichischen Bundesdenkmalamtes. In den Jahren 2019 bis 2021 wirkte Rudolf Haunschmied als wissenschaftlicher Berater bei der Erstellung virtueller Guides der Bundesanstalt Mauthausen Memorial zum ehem. KZ-Komplex Mauthausen-Gusen und den dazugehörigen Zwischenlandschaften mit.
Konsulent Rudolf A. Haunschmied übt als Vertreter des Gedenkdienstkomitees Gusen auch Vorstandsfunktionen im Verein „Plattform Johann Gruber“ sowie im Unterstützungsverein Bewusstseinsregion Mauthausen-Gusen-St. Georgen aus.
2022 würdigte eine bedeutende österreichische Tageszeitung im Zusammenhang mit dem jahrzehntelang überfälligen Ankauf von Liegenschaften zum ehemaligen KZ-Komplex Gusen durch die Republik Österreich die jahrzehntelangen einschlägigen Forschungs- und Erinnerungsbemühungen von Professor Haunschmied in der Rubrik "Mensch des Tages" unter dem sehr treffenden Titel „Der Erforscher des Sonderfalls“ (Gusen).

## Werke
- Zum Gedenken 1938/1945. In: 300 Jahre erweitertes Marktrecht St. Georgen a. d. Gusen. St. Georgen an der Gusen 1989 (ooegeschichte.at [PDF; 5,5 MB]).
- KZ Mauthausen-Gusen Info-Pages auf gusen.org, 1997 bis dato.
- Geschichtespaziergänge in St. Georgen und Gusen. Veranstaltet in den Jahren 1993 bis 2005 im Rahmen der Volkshochschule der Arbeiterkammer, Ortsstelle St. Georgen an der Gusen.
- Konzentrationslager Gusen. In: Unsere Heimat der Bezirk Perg. Verein zur Herausgabe eines Bezirksheimatbuches, Perg 1995.
- Gusen – Eine Manifestation österreichischen Vergessens? In: Christoph Mayer: Das unsichtbare Lager – Audioweg Gusen. Berlin 2007.
- Coautor mit Alfred Grau: Der Zusammenbruch 1945 wie wir ihn erlebten. In: St. Georgener Heimatblätter. 2007.
- Coautor mit Jan-Ruth Mills, Siegi Witzany-Durda: St. Georgen-Gusen-Mauthausen. Concentration Camp Mauthausen Reconsidered. BoD, Norderstedt 2008, ISBN 978-3-8334-7440-8 (eingeschränkte Vorschau in der Google-Buchsuche, englisch).
- Getta la pietra! Il lager di Gusen-Mauthausen, Mimesis Edizioni, Milano 2008.
- Bundesministerium für Inneres: Zur aktuellen Diskussion um Bergkristall. Dokumentation, Wien 2009.
- B8 Bergkristall – Historical Visit of the International Mauthausen Committee, May 7, 2010. Gusen Memorial Committee, 2010.
- NS-Geschichte 1938-1945. In: 400 Jahre Markt St. Georgen an der Gusen. St. Georgen an der Gusen 2011.
- Herausgeber für Karl Littner: Life Hanging on a Spider Web – From Auschwitz-Zasole to Gusen II, BoD, Norderstedt 2011, ISBN 978-3-8423-9840-5 (eingeschränkte Vorschau in der Google-Buchsuche).
- Herausgeber für Jerzy Osuchowski: Gusen. Vorhof zur Hölle. BoD, Norderstedt 2023, ISBN 978-3-7568-7689-1 (eingeschränkte Vorschau in der Google-Buchsuche).
- Zur Geschichte des Lagerteiles Gusen im ehemaligen KZ-Doppellager Mauthausen-Gusen. In: Überleben durch Kunst – Zwangsarbeit im Konzentrationslager Gusen für das Messerschmittwerk Regensburg. Dr. Peter Morsbach Verlag, Regensburg 2012, ISBN 978-3-937527-52-9.
- Die Bevölkerung von St. Georgen/Gusen und Langenstein. Umgang mit der Lagergeschichte, Ablehnung und Initiativen zur Bewahrung. In: Gedenkstätten für die Opfer des Nationalsozialismus in Polen und Österreich – Bestandsaufnahmen und Entwicklungsperspektiven (Tagungsband zur Konferenz im Wissenschaftlichen Zentrum der Polnischen Akademie der Wissenschaften im September 2010 in Wien), Peter Lang Edition, Frankfurt am Main 2013, ISBN 978-3-631-62461-6.
- Zur Bedeutung des Pfarrgebietes von St. Georgen/Gusen als Schlüsselregion zur Ausbeutung von KZ-Häftlingen durch die Schutzstaffel. In: Denk.Statt Johann Gruber. Neue Wege der Erinnerungskultur. Wagner Verlag, Linz/Donau 2014, ISBN 978-3-902330-93-2 (PDF auf dioezese-linz.at).
- Zur Landnahme der Schutzstaffel im Raum St. Georgen-Gusen-Mauthausen. In: Oberösterreichische Heimatblätter. 69. Jahrgang, Heft 3/4, Amt der OÖ. Landesregierung, Direktion Kultur, Linz/Donau 2015, ISBN 3-85393-021-2, S. 151–198 (land-oberoesterreich.gv.at [PDF]).
- Das Judenlager Gusen II und das unterirdische Messerschmitt-Flugzeugwerk Bergkristall in St. Georgen a.d. Gusen. In: Joseph Fisher: Die Himmel waren vermauert. New Academic Press, Wien 2017, ISBN 978-3-7003-1956-6, S. 241 ff.
- Besondere Aspekte in der Entwicklungs- und Nachgeschichte des Konzentrationslagerkomplexes Gusen. Proceeding to international academic conference European Intellectual Elites under German Occupation, 1939-1945, Gusen-Vienna, 8-9 May 2017 (PDF auf academia.edu).
- Das KZ Gusen als Handlungsraum Johann Grubers. In: Christoph Freudenthaler, Thomas Schlager-Weidinger (Hrsg.): Dr. Johann Gruber – Annäherung und Anstoß. Wagner Verlag, Linz/Donau 2020, ISBN 978-3-903040-50-2, S. 25 ff.
- Polen in den Konzentrationslagern von Gusen. In: Wanda Jarzabek, Peter Ruggentahler (Hrsg.): Österreich-Polen – Stationen gemeinsamer Geschichte im 20. Jahrhundert. Ludwig Boltzmann Institut für Kriegsfolgenforschung, Graz-Wien-Raabs 2021, ISBN 978-3-7011-0463-5, S. 79 ff.
- Die Gründung des KZ Gusen. In: Christian Dürr, Gregor Holzinger, Stephanie Kaiser, Ralf Lechner (Hrsg.): Konzentrationslager Gusen 1939–1945. Eine Dokumentation (Quellenedition Gusen). New academic press, Wien 2024, ISBN 978-3-7003-2325-9.
- Marcel Callo durchleidet die menschengemachte Hölle des ehemaligen KZ-Komplexes St. Georgen-Gusen-Mauthausen. In: Andreas Schmoller (Hrsg.): Marcel Callo - Christ und Märtyrer, Franz und Franziska Jägerstätter Institut der Katholischen Privat-Universität Linz, Linz 2025, S. 17 ff. ISBN 978-3-903239-09-8.

## Auszeichnungen
- Kulturpreisträger der Marktgemeinde St. Georgen an der Gusen (1990)
- Förderpreis des Landes Oberösterreich – Ideenwettbewerb für Erwachsenenbildung (1995), Mitpreisträger als Proponent der Plattform 75 Jahre Republik – Von der Vergangenheit zur Zukunft
- Verdienstmedaille des Landes Oberösterreich (2008)
- Konsulent für Wissenschaft der Oberösterreichischen Landesregierung (2013)
- Złoty Medal Opiekuna Miejsc Pamięci Narodowej – Medaille für die Bewahrer von Orten des polnischen, nationalen Gedenkens in Gold (2014)
- Goldenes Verdienstzeichen der Republik Österreich (2015)
- Ehrenzeichen in Gold für Leistungen und Verdienste um die Gemeinde Langenstein (2016)
- Zasłużony dla kultury polskiej – Ehrenzeichen für Verdienste um die polnische Kultur (2017)
- Złota Sowa Polonii – Goldene Eule (2019)
- Berufstitel „Professor“ durch Bundespräsident Dr. Alexander Van der Bellen (2021)
- Ehrentafel des Klubs Mauthausen-Gusen, Warschau (2022)
- Medal VIRTUS ET FRATERNITAS durch den Präsidenten der Republik Polen, Andrzej Duda (2024)